# Sekou Diawara
Sekou Diawara (Deinze, 8 februari 2004) is een Belgisch voetballer die onder contract ligt bij KRC Genk.

## Clubcarrière
Swerts begon met voetballen bij KSK Branddonk, waar KVC Westerlo hem al gauw kwam oppikken. In 2014 ruilde hij de jeugdopleiding van Westerlo voor die van KRC Genk. In juni 2021 ondertekende hij er een contract tot 2024.

## Clubstatistieken
| Seizoen         | Club            | Land            | Competitie      | Competitie | Competitie | Beker | Beker | Supercup | Supercup | Europees | Europees | Totaal | Totaal |
| Seizoen         | Club            | Land            | Competitie      | Wed.       | Dlp.       | Wed.  | Dlp.  | Wed.     | Dlp.     | Wed.     | Dlp.     | Wed.   | Dlp.   |
| --------------- | --------------- | --------------- | --------------- | ---------- | ---------- | ----- | ----- | -------- | -------- | -------- | -------- | ------ | ------ |
| 2022/23         | Jong Genk       | Vlag van België | Eerste klasse B | 1          | 2          | —     | —     | —        | —        | —        | —        | 1      | 2      |
| Carrière totaal | Carrière totaal | Carrière totaal | Carrière totaal | 1          | 2          | 0     | 0     | 0        | 0        | 0        | 0        | 1      | 2      |

Bijgewerkt op 14 augustus 2022.
1 Van Crombrugge ·
2 Pierre ·
3 Mujaid ·
6 Smets ·
7 Bonsu Baah ·
8 Heynen  ·
9 Oh ·
11 Oyen ·
14 Sor ·
15 Claes ·
17 Hrošovský ·
18 Kayembe ·
19 Medina ·
20 Karetsas ·
21 Bangoura ·
22 Manguelle ·
23 Steuckers ·
24 Sattlberger ·
27 Nkuba ·
32 Adedeji-Sternberg ·
34 Palacios ·
39 Penders ·
44 Kongolo ·
51 Brughmans ·
77 El Ouahdi ·
99 Tolu ·
Coach: Fink